# Nowołukoml (stacja kolejowa)
Nowołukoml (biał. Новалукомль; ros. Новолукомль) – towarowa stacja kolejowa w miejscowości Nowołukoml, w rejonie czaśnickim, w obwodzie witebskim, na Białorusi.
Stacja obsługuje elektrownię w Nowołukomlu.